# Rodrigo Caio
Rodrigo Caio Coquette Russo (Dracena, 17 augustus 1993) is een Braziliaans voetballer die als centrale verdediger speelt. Hij verruilde São Paulo FC in januari 2019 voor CR Flamengo. Rodrigo Caio debuteerde in 2016 in het Braziliaans voetbalelftal.

## Clubcarrière

### São Paulo FC
Rodrigo stroomde door vanuit de jeugd van São Paulo FC, waar hij in 2013 basisspeler werd. In 2012 won hij met São Paulo FC de Copa Sudamericana.  Hij speelde in acht seizoenen bijna tweehonderd officiële wedstrijden voor de club.

### CR Flamengo
Rodrigo Caio verruilde São Paulo in januari 2019 voor CR Flamengo. Daarmee werd hij dat jaar voor het eerst in zijn carrière Braziliaanse landskampioen. Tevens won hij de Supercopa do Brasil, het Campeonato Carioca, de Copa Libertadores en de Recopa Sudamericana.

## Clubstatistieken
| Seizoen     | Club         | Competitie  | Competitie | Competitie | Beker | Beker | Internationaal | Internationaal | Totaal | Totaal |
| Seizoen     | Club         | Competitie  | Wed.       | Dlp.       | Wed.  | Dlp.  | Wed.           | Dlp.           | Wed.   | Dlp.   |
| ----------- | ------------ | ----------- | ---------- | ---------- | ----- | ----- | -------------- | -------------- | ------ | ------ |
| 2011        | São Paulo FC | Série A     | 8          | 0          | 0     | 0     | 0              | 0              | 8      | 0      |
| 2012        | São Paulo FC | Série A     | 7          | 0          | 0     | 0     | 1              | 0              | 8      | 0      |
| 2013        | São Paulo FC | Série A     | 36         | 3          | 3     | 0     | 8              | 0              | 47     | 3      |
| 2014        | São Paulo FC | Série A     | 8          | 0          | 4     | 0     | 0              | 0              | 12     | 0      |
| 2015        | São Paulo FC | Série A     | 24         | 1          | 5     | 0     | 3              | 0              | 32     | 1      |
| 2016        | São Paulo FC | Série A     | 20         | 1          | 1     | 1     | 13             | 0              | 34     | 2      |
| 2017        | São Paulo FC | Série A     | 33         | 0          | 6     | 0     | 2              | 0              | 41     | 0      |
| 2018        | São Paulo FC | Série A     | 6          | 0          | 6     | 1     | 1              | 0              | 13     | 1      |
| Club totaal | Club totaal  | Club totaal | 142        | 5          | 25    | 2     | 28             | 0              | 195    | 7      |
| 2019        | CR Flamengo  | Série A     | 29         | 2          | 4     | 1     | 12             | 1              | 45     | 4      |
| Club totaal | Club totaal  | Club totaal | 29         | 2          | 4     | 1     | 12             | 1              | 45     | 4      |

Bijgewerkt op 3 januari 2020

## Interlandcarrière
Rodrigo Caio debuteerde op 30 mei 2016 in het Braziliaans voetbalelftal, tijdens een met 0–2 gewonnen oefeninterland in en tegen Panama. Hij verving toen in de 79e minuut Renato Augusto.

## Erelijst
São Paulo FC
- Copa Sudamericana: 2012

 CR Flamengo
- Copa Libertadores: 2019
- Recopa Sudamericana: 2020
- Campeonato Brasileiro Série A: 2019
- Supercopa do Brasil: 2020
- Campeonato Carioca: 2019, 2020

 Brazilië onder 23
- Olympische Zomerspelen: 2016

 Brazilië onder 20
- Toulon Espoirs-toernooi: 2014

Individueel
- Campeonato Brasileiro Série A Team van het Jaar: 2019
- Campeonato Carioca Team van het Jaar: 2019, 2020

1 Weverton ·
2 Zeca ·
3 Rodrigo Caio ·
4 Marquinhos ·
5 Renato Augusto ·
6 Douglas Santos ·
7 Luan Vieira ·
8 Rafinha ·
9 Gabriel Barbosa ·
10 Neymar  ·
11 Gabriel Jesus ·
12 Walace ·
13 William ·
14 Luan Garcia ·
15 Rodrigo Dourado ·
16 Thiago Maia ·
17 Felipe Anderson ·
18 Uilson ·
Coach: Micale